# خرمان بوش
خرمان بوش (انگلیسی: Germán Busch; زاده ۲۳ مارس ۱۹۰۴ – درگذشته ۲۳ اوت ۱۹۳۹) سیاستمدار اهل بولیوی بود. وی دو بار از ۱۷ مه ۱۹۳۶ تا ۲۰ مه ۱۹۳۶ و سپس از ۱۳ ژوئیه ۱۹۳۷ تا ۲۳ اوت ۱۹۳۹ رئیس‌جمهور بولیوی بود.
خرمان بوش در ۲۳ اوت ۱۹۳۹، در سن ۳۵ سالگی خودکشی کرد.